# Барасал (Сабугал)
Барасал (порт. Baraçal) — район (фрегезия) в Португалии, входит в округ Гуарда. Является составной частью муниципалитета Сабугал. По старому административному делению входил в провинцию Бейра-Алта. Входит в экономико-статистический субрегион Бейра-Интериор-Норте, который входит в Центральный регион. Население составляет 242 человека на 2001 год. Занимает площадь 17,38 км².